# Orteguaza
De Orteguaza is een rivier in Colombia. De rivier is ongeveer 130 kilometer lang en stroomt voor het grootste deel door het departement Caquetá. De Orteguaza ontspringt op de zuidoostelijke hellingen van de Cordillera Oriental en stroomt vrijwel recht naar het zuiden langs Florencia om bij Solano in de Caquetá uit te monden.
De rivier is een belangrijke transportader voor de dorpen die aan de rivier zijn gelegen.